# 二ッ屋駅
二ッ屋駅（ふたつやえき）は、石川県加賀市森町に存在した北陸鉄道連絡線（加南線）の駅である。1962年（昭和37年）に廃駅となった。

## 概要
森地区の外れに位置し、二ツ屋地区からは400 mほど離れている。森地区には当駅の宇和野駅寄りに森区駅もあったが、戦時中に休止されたまま復活しなかった。

## 歴史
- 1927年（昭和2年）1月1日：温泉電軌の駅として開業。
- 1943年（昭和18年）10月13日：合併により北陸鉄道の駅となる。
- 1962年（昭和37年）11月23日：連絡線宇和野駅 - 粟津温泉駅間廃止により廃駅。

## 駅構造
片面ホーム1面1線の無人駅。

## 廃止後
駅跡は空き地となっており、動橋川を渡る手前まで続いていた築堤は切り崩されて水田に還っている。

## 隣の駅
北陸鉄道
連絡線
宇和野駅 - 二ッ屋駅 - 勅使駅